# Svetlana (Sochi)

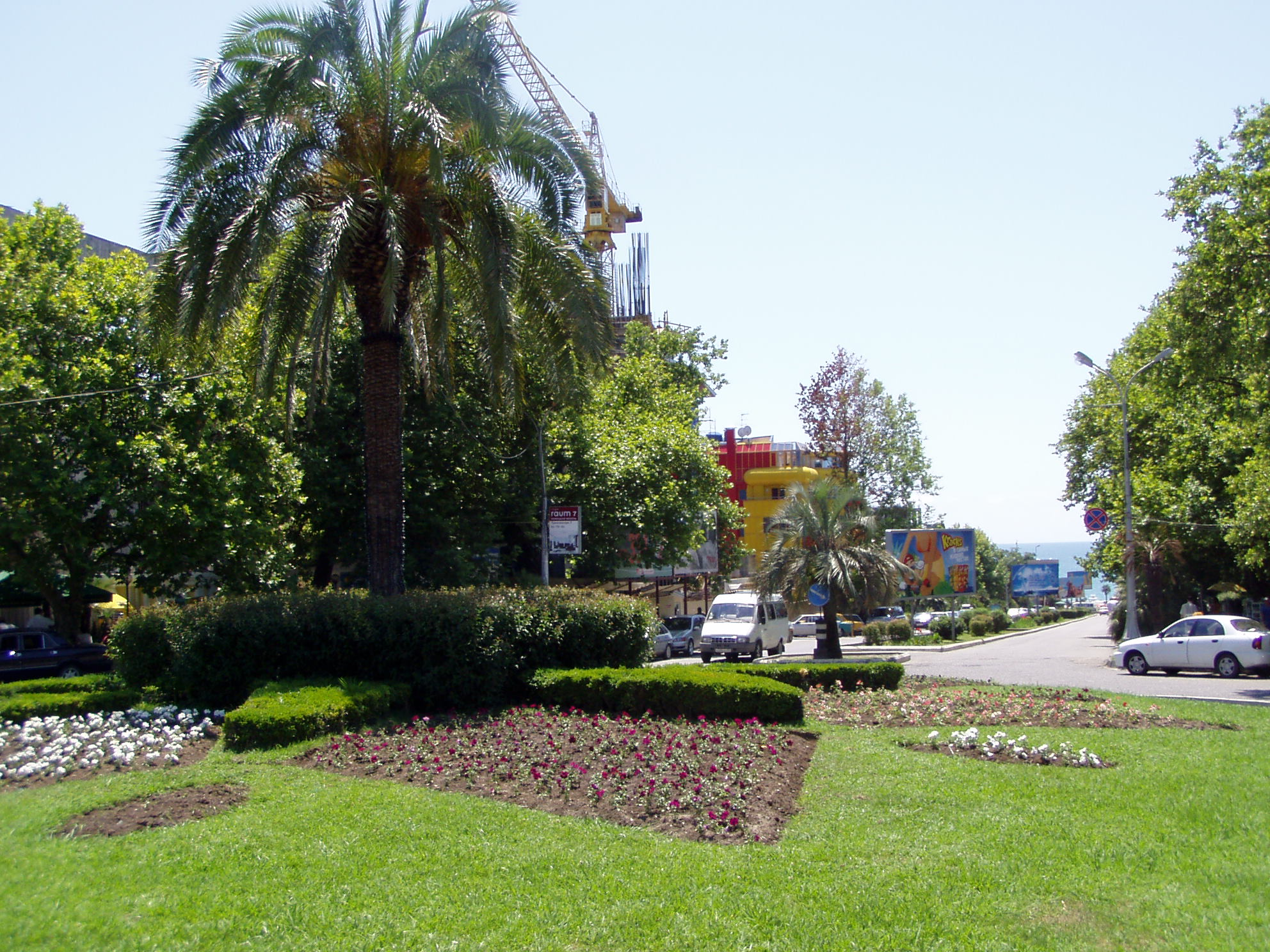
Avenida Pushkin, en Svetlana.

Svetlana (del ruso: Светлана) es un microdistrito perteneciente al distrito de Josta de la unidad municipal de la ciudad-balneario de Sochi del krai de Krasnodar del sur de Rusia. Tiene alrededor de 12 000 habitantes.
Está situado en la zona noroeste del distrito, junto al límite oriental del distrito Central y sobre la desembocadura del pequeño arroyo Vereshchaguinka en la orilla del mar Negro. Es uno de los microdistritos con el terreno más caro de la ciudad. 
Sus calles son: las avenidas Kurortni y Pushkin, y las calles Gágrinskaya, Deputatskaya, Chernomorskaya, Dmitrievói, Yúzhnaya, Uchitelskaya, Griboyedova, Dzhiguitskaya, Nizhniaya Lysaya Gora, Lysaya Gora, Vérjniaya Lysaya Gora y Piatigorskaya.

## Historia
En época soviética se conocía como Vereshchaguinskaya storona. Su nombre actual deriva del centro de salud o sanatorio Svetlana que ocupaba las playas del litoral en aquella época. Fue incluido en la ciudad en 1951.